# Quatuor II (Jolas)

Quatuor II est une œuvre pour soprano, violon, alto et violoncelle composée par Betsy Jolas en 1964.

## Histoire
Betsy Jolas avait composé pour la radio, mais demeurait inconnue. Après avoir composé un premier quatuor en 1956, elle écrit cette œuvre qui porte le nom de quatuor, ce qui fait penser au quatuor à cordes, mais elle remplace le second violon par une voix de soprano. Il n'y a pas de texte mais des phonèmes à chanter, jusqu'à la fin où la voix prononce le mot « point ».
Quatuor II sera créé au Domaine musical en mars 1966, par la soprano colorature Mady Mesplé et le Trio à cordes français. Betsy Jolas secondera ensuite Olivier Messiaen au Conservatoire avant de lui succéder.
Ce quatuor original est bien accueilli : « Un seul mouvement de quinze minutes d'une musique à la fois concentrée et aérée, expressive, lyrique, parfois tendre, mais jamais artificielle […] ». 
Il est considéré comme une œuvre majeure dans la carrière de Betsy Jolas.
En 1976, la peintre américaine Joan Mitchell dédie à la compositrice son tableau Quatuor II pour Betsy Jolas.

## Discographie
- Quatuor II, Mady Mesplé (soprano), Gérard Jarry (violon), Serge Collot (alto), Michel Tournus (violoncelle), EMI, 1967.